# روز تولد (ترانه آن-ماری)
روز تولد (به انگلیسی: Birthday) ترانه‌ای از آن-ماری، خواننده بریتانیایی است. او این اثر را با دیلیسی، کیت سورولس وارن فلردر نوشت. ترانه در ۷ فوریه ۲۰۲۰ به‌عنوان تک‌آهنگ توسط اسایلم رکوردز منتشر شد.